# Microtuban
Microtuban es un género extinto de pterosaurio azdarcoideo que vivió en el Cretácico Superior en el norte del Líbano.

## Descubrimiento
Microtuban es conocido a partir de un único esqueleto parcialmente preservado que carece del cráneo, el holotipo SMNK PAL 6595. Fue adquirido de un comerciante de fósiles local por el Staatliches Museum für Naturkunde Karlsruhe y fue probablemente recolectado de la localidad de Hjoûla en una capa de la formación Sannine, que data de principios del Cenomaniense en el Cretácico Superior, hace cerca de 99.6-96 millones de años. El fósil corresponde a un individuo inmaduro. El comerciante de fósiles sin embargo, indicó que provenía de una cantera en cercanías de Hâqel. Aun así, este es el segundo fósil de pterosaurio hallado en el Líbano y es un raro ejemplo de un pterosaurio procedente de la placa continental africana, a la cual pertenecía esta área en la época del Cretácico. En ese entonces el sitio estaba localizada a cientos de kilómetros de la línea costera continental.

## Descripción
Debido a que el espécimen no pertenece a un animal maduro, es difícil estimar su tamaño adulto. La envergadura del holotipo puede ser deducido de la longitud de los elementos del ala. El brazo superior, dañado en el fósil, medía cerca de nueve centímetros, el antebrazo cerca de siete. El cuarto metacarpo mide 122 milímetros de largo. Las cuatro falanges del cuarto dedo del ala miden 135, 114.5, 63.5 y 3.5 milímetros respectivamente.
Los autores indicaron dos rasgos únicos derivados, o autapomorfias: la segunda flange del dedo alar es larga, con cerca del 85% de la longitud de la primera falange; la cuarta falange es extremadamente reducida midiendo solo el 1.1% de la longitud del dedo del ala.
Posibles rasgos juveniles incluyen la carencia de un notarium, que es resultado de la fusión de las vértebras dorsales del frente, y una escápula y coracoides sin fusionar.

## Etimología
Microtuban fue nombrado por Ross A. Elgin y Eberhard Frey en 2011 y la especie tipo es Microtuban altivolans. El nombre genérico se deriva del término griego μικρός, mikros, "pequeño", y el árabe التنين, tuban, "dragón" o basilisco, también refiriéndose a Thuban, la antigua estrella polar en la constelación de Draco. El nombre de la especie se deriva del latín altus, "alto", y volare, "volar".

## Filogenia
Los descriptores incluyeron a Microtuban al grupo Azhdarchoidea, usando el método comparativo. De los cuatro grupos conocidos de azdarcoideos ellos excluyeron a Tapejaridae y Azhdarchidae, dejando la posibilidad de que Microtuban fuera un miembro de Thalassodromidae o bien de Chaoyangopteridae. Dado que ambos grupos se distinguen mayormente basándose en características del cráneo, parte de la que el holotipo de Microtuban carece, es imposible probar si era un talasodrómido o un chaoyangoptérido. En cualquiera de ambos casos sería el ejemplo más reciente conocido de estas familias. Un estudio realizado por Nicholas Longrich y colaboradores en 2018 ha encontrado que Microtuban se encuentra dentro de Chaoyangopteridae, en la posición más basal. Su cladograma es mostrado a continuación:
|  | Dsungaripteridae |
|  |                  |
|  | Thalassodromidae |
|  |                  |

|  | Shenzhoupterus                                                 |
|  |                                                                |
|  | \| \| Chaoyangopterus \| \| \| \| \| \| Jidapterus \| \| \| \| |
|  |                                                                |
|  | Chaoyangopterus                                                |
|  |                                                                |
|  | Jidapterus                                                     |
|  |                                                                |

|  | Chaoyangopterus |
|  |                 |
|  | Jidapterus      |
|  |                 |

|  | Shenzhoupterus                                                 |
|  |                                                                |
|  | \| \| Chaoyangopterus \| \| \| \| \| \| Jidapterus \| \| \| \| |
|  |                                                                |
|  | Chaoyangopterus                                                |
|  |                                                                |
|  | Jidapterus                                                     |
|  |                                                                |

|  | Chaoyangopterus |
|  |                 |
|  | Jidapterus      |
|  |                 |

|  | Eoazhdarcho                                                    |
|  |                                                                |
|  | \| \| Radiodactylus \| \| \| \| \| \| Azhdarchidae \| \| \| \| |
|  |                                                                |
|  | Radiodactylus                                                  |
|  |                                                                |
|  | Azhdarchidae                                                   |
|  |                                                                |

|  | Radiodactylus |
|  |               |
|  | Azhdarchidae  |
|  |               |

|  | Shenzhoupterus                                                 |
|  |                                                                |
|  | \| \| Chaoyangopterus \| \| \| \| \| \| Jidapterus \| \| \| \| |
|  |                                                                |
|  | Chaoyangopterus                                                |
|  |                                                                |
|  | Jidapterus                                                     |
|  |                                                                |

|  | Chaoyangopterus |
|  |                 |
|  | Jidapterus      |
|  |                 |

|  | Shenzhoupterus                                                 |
|  |                                                                |
|  | \| \| Chaoyangopterus \| \| \| \| \| \| Jidapterus \| \| \| \| |
|  |                                                                |
|  | Chaoyangopterus                                                |
|  |                                                                |
|  | Jidapterus                                                     |
|  |                                                                |

|  | Chaoyangopterus |
|  |                 |
|  | Jidapterus      |
|  |                 |

|  | Eoazhdarcho                                                    |
|  |                                                                |
|  | \| \| Radiodactylus \| \| \| \| \| \| Azhdarchidae \| \| \| \| |
|  |                                                                |
|  | Radiodactylus                                                  |
|  |                                                                |
|  | Azhdarchidae                                                   |
|  |                                                                |

|  | Radiodactylus |
|  |               |
|  | Azhdarchidae  |
|  |               |

|  | Dsungaripteridae |
|  |                  |
|  | Thalassodromidae |
|  |                  |

|  | Shenzhoupterus                                                 |
|  |                                                                |
|  | \| \| Chaoyangopterus \| \| \| \| \| \| Jidapterus \| \| \| \| |
|  |                                                                |
|  | Chaoyangopterus                                                |
|  |                                                                |
|  | Jidapterus                                                     |
|  |                                                                |

|  | Chaoyangopterus |
|  |                 |
|  | Jidapterus      |
|  |                 |

|  | Shenzhoupterus                                                 |
|  |                                                                |
|  | \| \| Chaoyangopterus \| \| \| \| \| \| Jidapterus \| \| \| \| |
|  |                                                                |
|  | Chaoyangopterus                                                |
|  |                                                                |
|  | Jidapterus                                                     |
|  |                                                                |

|  | Chaoyangopterus |
|  |                 |
|  | Jidapterus      |
|  |                 |

|  | Eoazhdarcho                                                    |
|  |                                                                |
|  | \| \| Radiodactylus \| \| \| \| \| \| Azhdarchidae \| \| \| \| |
|  |                                                                |
|  | Radiodactylus                                                  |
|  |                                                                |
|  | Azhdarchidae                                                   |
|  |                                                                |

|  | Radiodactylus |
|  |               |
|  | Azhdarchidae  |
|  |               |

|  | Shenzhoupterus                                                 |
|  |                                                                |
|  | \| \| Chaoyangopterus \| \| \| \| \| \| Jidapterus \| \| \| \| |
|  |                                                                |
|  | Chaoyangopterus                                                |
|  |                                                                |
|  | Jidapterus                                                     |
|  |                                                                |

|  | Chaoyangopterus |
|  |                 |
|  | Jidapterus      |
|  |                 |

|  | Shenzhoupterus                                                 |
|  |                                                                |
|  | \| \| Chaoyangopterus \| \| \| \| \| \| Jidapterus \| \| \| \| |
|  |                                                                |
|  | Chaoyangopterus                                                |
|  |                                                                |
|  | Jidapterus                                                     |
|  |                                                                |

|  | Chaoyangopterus |
|  |                 |
|  | Jidapterus      |
|  |                 |

|  | Eoazhdarcho                                                    |
|  |                                                                |
|  | \| \| Radiodactylus \| \| \| \| \| \| Azhdarchidae \| \| \| \| |
|  |                                                                |
|  | Radiodactylus                                                  |
|  |                                                                |
|  | Azhdarchidae                                                   |
|  |                                                                |

|  | Radiodactylus |
|  |               |
|  | Azhdarchidae  |
|  |               |